# Alyxia hainanensis
Alyxia hainanensis là một loài thực vật có hoa trong họ La bố ma. Loài này được Merr. & Chun mô tả khoa học đầu tiên năm 1935.